# Pisanosaurus
Pisanosaurus — вимерлий рід ранніх динозаврів, ймовірно, орнітісхій або ж силезаврид, з пізнього тріасу Аргентини. Це була невелика травоїдна тварина легкої статури, яка мешкала на землі, і могла досягати довжини приблизно 1 метра. Відомий лише один вид, тип Pisanozaurus mertii, заснований на одному частковому скелеті, виявленому в формації Іскігуаласто в басейні Іскігуаласто-Вілла-Уніон на північному заході Аргентини. Ця частина формації була датована пізнім карнійським періодом, приблизно 229 мільйонів років тому.

## Опис
Судячи з відомих викопних елементів із часткового скелета, пізанозавр був невеликим динозавром легкої статури, сягав 1–1,3 м у довжину та 2 кг маси тіла. Ці оцінки відрізняються через неповноту голотипного зразка PVL 2577.

## Середовище проживання
Скам'янілості пізанозавра були виявлені в місцевості «Агуа-де-лас-Катас» у формації Іскігуаласто в Ла-Ріоха, Аргентина. Спочатку датоване середнім тріасом, тепер вважається, що ця формація належить до пізнього тріасового карнійського ярусу, який утворився приблизно від 228 до 216,5 мільйонів років тому.
Формація Ischigualasto була вулканічно активною заплавою, вкритою лісами, з теплим і вологим кліматом, хоча й підлягає сезонним коливанням, включаючи сильні опади. Рослинність складалася з папоротей, хвощів і гігантських хвойних дерев, які утворювали високогірні ліси по берегах річок. Останки ерреразавра, мабуть, були найпоширенішими серед хижих тварин формації Іскігуаласто.